# Маргарита Єлизавета Лейнінген-Вестербурзька
Маргарита Єлизавета Лейнінг-Вестербурзька (нім. Margarete Elisabeth von Leiningen-Westerburg, 30 червня 1604 — 13 серпня 1667) — німецька шляхтянка XVII сторіччя, донька графа Крістофера Лейнінген-Весбербурзького та Анни Марії Унгнад, баронеси Вайзенвольф, дружина першого ландграфа Гессен-Гомбурзького Фрідріха I, регент Гессен-Гомбургу у 1638—1648 при малолітніх синах.

## Життєпис
Маргірита Єлизавета народилась 30 червня 1604 року у Шадеку. Вона була єдиною дитиною графа Крістофера Лейнінген-Весбербурзького та його першої дружини Анни Марії Унгнад. Матір померла, коли їй було два роки, і батько оженився вдруге. У цьому шлюбі він мав одинадцять доньок і двох синів, що доводились Маргариті зведеними братами та сестрами.
У 18 років Маргарита Єлизавета пошлюбилася із 37-річним Фрідріхом I, правителем новоствореного ландграфства Гессен-Гомбурзького. Наречений був рідним молодшим братом ландграфа Гессен-Дармштадтського Людвіга V. Весілля відбулося 10 серпня 1622 у Буцбаху. У подружжя народилося шестеро дітей. У 1626 Фрідріх увів у країні прімогенітуру.
1638 року він помер і регентом країни стала Маргарита Єлизавета. 1643 року у 19 років пішов з життя її старший син Людвіг Філіп. 
1648 року вона передала владу Вільгельму Крістофу.
Весною 1650 року відбулися весілля двох дітей: у Дармштадті Вільгельм Крістоф побрався із Софією Елеонорою Гессен-Дармштадтською, а донька Анна Маргарита у Гомбургу взяла шлюб із Філіпом Людвігом Шлезвіг-Гольштейн-Зондербург-Візенбурзьким.
Маргарита Єлизавета пішла з життя у досить похилому віці 13 серпня 1667 року.

## Родина

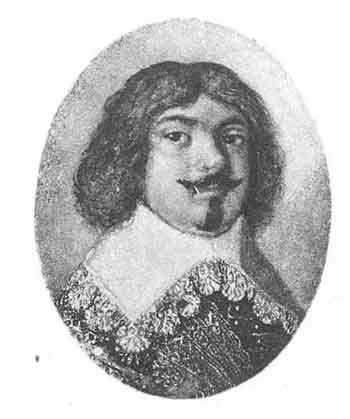
Фрідріх I

Чоловік — Фрідріх I, ландграф Гессен-Гомбурзький
Діти:
- Людвіг Філіп (1623—1643) — помер у віці 19 років неодруженим та бездітним;
- Георг  (29 жовтня—24 грудня 1624) — помер немовлям;
- Вільгельм Крістоф (1625—1681) — ландграф Гессен-Гомбургу, був одружений з Софією Елеонорою Гессен-Дармштадтською, згодом — із Анною Єлизаветою Саксен-Лауенбурзькою, мав дев'ятеро дітей від першого шлюбу;
- Георг Крістіан (1626—1677) — ландграф Гессен-Гомбургу, був пошлюблений із Анною Катаріною Погвіч, дітей не мав;
- Анна Маргарита (1629—1686) — була пошлюблена із першим герцогом Шлезвіг-Гольштейн-Зондербург-Візенбурзьким Філіпом Людвігом, мала численних нащадків;
- Фрідріх (1633—1708) — ландграф Гессен-Гомбурзький, був пошлюблений із Маргаритою Браге, згодом — із Луїзою Єлизаветою Кеттлер, потім — із Софією Сибіллою Лейнінген-Вестербурзькою, мав п'ятнадцять дітей від двох шлюбів.